# E la vita, la vita
E la vita, la vita è il terzo album (secondo in studio) del duo italiano Cochi e Renato, pubblicato nel 1974.

## Descrizione
L'album è stato scritto da Cochi Ponzoni e Renato Pozzetto in collaborazione con Dario Fo ed Enzo Jannacci.
L'album si apre con il lungo sketch recitato La solita predica, ripreso più volte da Cochi e Renato nel corso della loro carriera anche al cinema. Un accenno ad esso lo si può trovare nel film Sturmtruppen del 1976, mentre viene ripreso, con ampie modifiche, all'inizio del film Saxofone del 1978, interpretato dagli stessi Cochi e Renato all'interno della Basilica di Sant'Eufemia di Milano.
L'album è stato pubblicato dall'etichetta discografica Derby in formato LP, con numero di catalogo DBR 69095, e musicassetta, con numero di catalogo 40 DBR 69095, nel 1974. L'album è stato ristampato dalla Rhino Records in CD nel 2012 unitamente all'album Il poeta e il contadino con numero di catalogo 5052498-9945-5-7. 
Dall'album è stato estratto il singolo E la vita, la vita/E gira il mondo, sigla della trasmissione televisiva Canzonissima 1974, pubblicato in 45 giri sempre dall'etichetta discografica Derby con numero di catalogo DBR 2689 nello stesso anno.
L'album, così come il singolo omonimo, al termine della trasmissione, agli inizi del 1975, raggiunge il primo posto della classifica, risultando al 16º posto tra i 20 album più venduti dell'anno.

## Tracce
1. La solita predica – 14:42 (Enzo Jannacci, Renato Pozzetto)
2. E gira il mondo – 2:37 (Cochi Ponzoni, Enzo Jannacci)
3. E la vita, la vita – 3:32 (Enzo Jannacci, Renato Pozzetto)
4. Supermarket – 8:30 (Renato Pozzetto)
5. Mamma vado a Voghera – 3:05 (Dario Fo, Enzo Jannacci)
6. O' mangià el pes – 1:41 (Enzo Jannacci, Renato Pozzetto)
7. La tanghera – 3:17 (Enzo Jannacci)
8. Il bonzo – 4:10 (Dario Fo, Enzo Jannacci)

## Crediti
- Cochi Ponzoni - voce, chitarra
- Renato Pozzetto - voce, chitarra
- Enzo Jannacci - arrangiamenti, direzione d'orchestra

## Edizioni
- 1974 - E la vita, la vita (Derby, DBR 69095, LP)
- 1974 - E la vita, la vita (Derby, 40 DBR 69095, MC)
- 2012 - Il poeta e il contadino/E la vita, la vita (Rhino Records, 5052498-9945-5-7, CD)